# FC La Chaux-de-Fonds
Football Club La Chaux-de-Fonds je švýcarský fotbalový klub z města La Chaux-de-Fonds. Založen byl roku 1894, a to organizací Union Chrétienne des Jeunes Gens (Křesťanská unie mladých) – od ní se klub odloučil roku 1904. Stal se třikrát mistrem Švýcarska (1954, 1955, 1964) a šestkrát vyhrál švýcarský pohár (1948, 1951, 1954, 1955, 1957, 1961). V nejvyšší švýcarské soutěži klub působil v letech 1900–1937, 1938–1942, 1943–1946, 1947–1974, 1975–1976, 1979–1980 a 1983–1987. Roku 2009 byl z 2. nejvyšší soutěže přeřazen kvůli administrativním sporům až na úroveň páté ligy (2e Ligue).